# Norbert Schemansky
Norbert Schemansky (Detroit, 30 maggio 1924 – Dearborn, 7 settembre 2016) è stato un sollevatore statunitense.

## Palmarès

### Olimpiadi
- Oro a Helsinki 1952 nei pesi massimi.
- Argento a Londra 1948 nei pesi massimi.
- Bronzo a Roma 1960 nei pesi massimi.
- Bronzo a Tokyo 1964 nei pesi massimi.

### Mondiali
- Oro a Milano 1951 nei pesi massimi.
- Oro a Stoccolma 1953 nei pesi massimi.
- Oro a Vienna 1954 nei pesi massimi.
- Argento a Filadelfia 1947 nei pesi massimi-leggeri.
- Argento a Budapest 1962 nei pesi massimi.
- Argento a Stoccolma 1963 nei pesi massimi.
- Bronzo a Tokyo 1964 nei pesi massimi.

### Giochi panamericani
- Oro a Città del Messico 1955 nei pesi massimi.